# Голіцино
Голі́цино (рос. Голицыно) — місто районного підпорядкування (до 2004 — селище міського типу) в Одинцовському районі Московської області Росії.

## Транспортне сполучення
У місті є залізнична станція Голіцино, яка розташована на 40 км західніше від Москви на Московсько-Смоленській залізниці. Основні транспортні автомагістралі — Мінське і Можайське шосе, Мале московське кільце (А107). Одноколійна залізнична гілка забезпечує залізничний зв'язок із Звенигородом.

## Історія

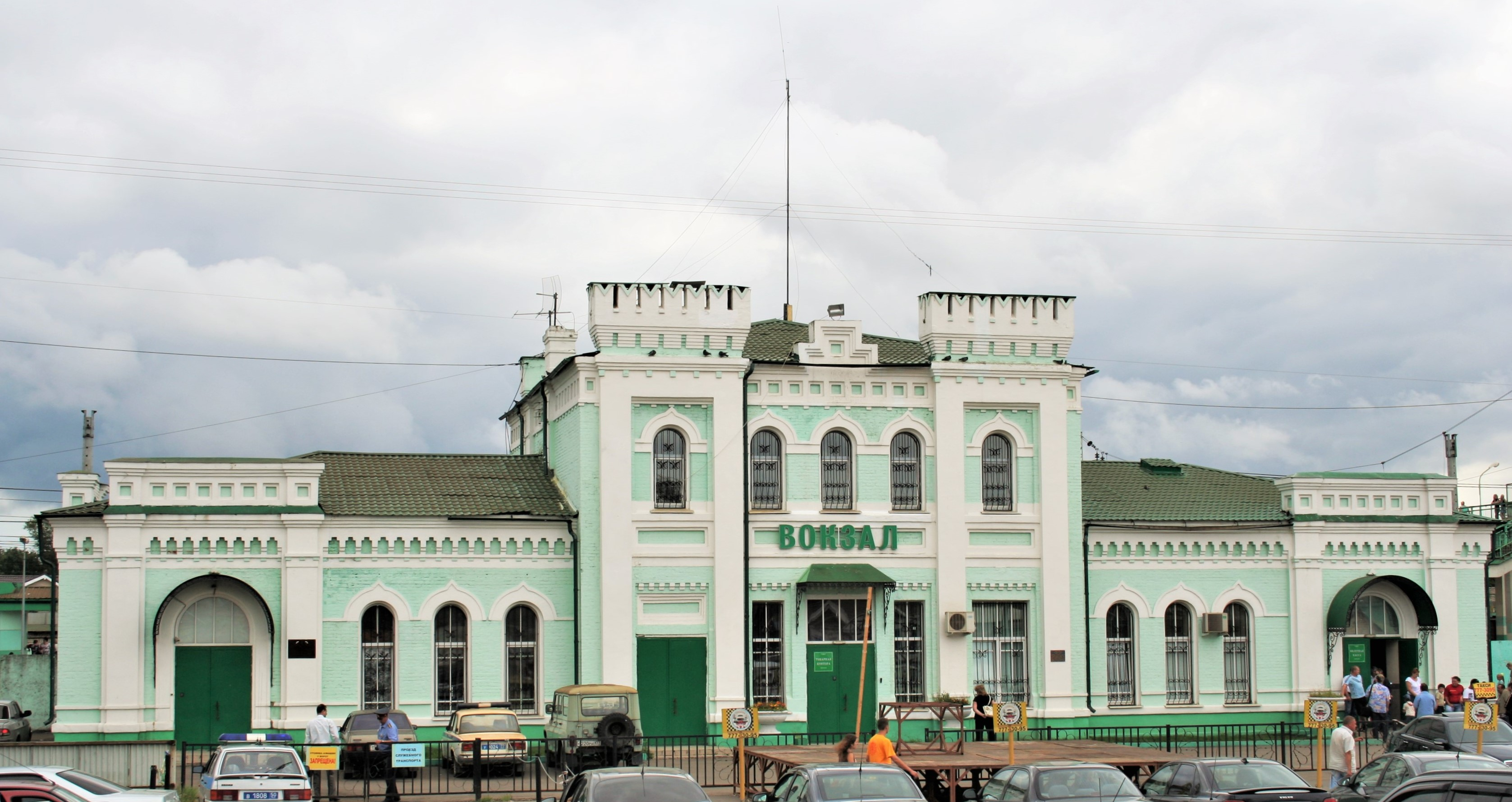
Вокзал станції Голіцино, побудований на честь столітнього ювілею перемоги у франко-російській війні 1812 року за проектом Льва Кекушева

Перші згадки про Голіцино відносяться до 1870 року і безпосередньо пов'язані із будівництвом залізниці Москва—Смоленськ—Берестя. Нова залізниця зв'язала Росію з Європою і принесла величезну вигоду Російській державі.
На 41-ій версті від Москви була побудована станція «Голіцино», названа на честь князівського роду — Голіциних, чиє помістя знаходилось недалеко від станції. Станція являла собою дерев'яну двоповерхову будівлю, платформу та декілька будинків для обслуговчого персоналу. Історія міста розпочалася саме із будівництва станції.
У 1891 році при станції зусиллями Московського земства та відомого підприємця і мецената С. Т. Морозова створюється кошикова майстерня. Основною продукцією, окрім плетених виробів побутового призначення, були кошики, призначені для перенесення вугілля, які були необхідні для вуглевидобувної промисловості. У майстерні також проводилося навчання робітників ремеслу плетіння кошиків і веденню справ.
На початку XX століття землями в районі річок Вязем управляв князь Голіцин Дмитро Борисович. Із 8000 десятин землі, що належали князю, 6700 були лісовими угіддями. Утримувати лісові угіддя поступово ставало невигідно, і власник ухвалив рішення про будівництво показового дачного селища з метою надалі вигідно продати дачні ділянки.
Територію селища прорізають 13 проспектів, проїздів і шосе. Їх назви або вказують напрям (Петровське шосе — до села Петровського), або названі іменами членів сім'ї князя (Голіцинський, Дмитріївський, Єкатерининський, Малий Єкатерининський, Борисівський, Володимирський проспекти). Саме поселення отримує назву «Голіцинське містечко». Забудовувалась, як правило, тільки територія, розташована південніше станції Голіцино, що була відрізана від основних земель князя залізницею.
У період з 1906 по 1910 років в селищі будуються: новий кам'яний вокзал, двоповерхова будівля гімназії, платформа при залізниці, проїзні і пішохідні мости на проспектах, абіссінські колодязі, проспекти освітлюються газовими ліхтарями.
У 1908 році там, де протікала річка Вяземка, було викопано водойму і побудовано греблю, через яку було споруджено живописний «горбатий місток».
«Голіцинське містечко» широко рекламувалося, але попри це, селище розбудовувалося доволі повільно, причиною цьому була висока вартість ділянок, які продавали за готівку на виплат.
У 1912 році вантажообіг по станції Голіцино становив півтора мільйони пудів на рік. В основному, перевозилися дрова і цегла. На той час на залізниці встановлювались вигідні для промисловців тарифи. Потреба в цеглі зростала, і з огляду на низькі тарифи на перевезення продукції до Москви, у Голіцино розпочала роботу цегельня купця Максимова. Виготовлення цегли в ній здійснювалося вручну. Наявність на той час дешевої робочої сили робила ручну працю більш вигідною, ніж застосування механізованого виробництва.
Восени 1917 року в Голіцино встановлюють радянську владу. В кінці листопада була створена селищна рада, яку очолив більшовик Петро Петрович Волков. В роки громадянської війни на станції Голіцино 28 вересня 1918 року розпочала формування третя стрілецька дивізія, яку очолив М. В. Куйбишев, брат В. В. Куйбишева, і до складу якої увійшли жителі селища, села Вяземи і села Кобяково. В подальшому вона протидіяла військам Денікіна і Врангеля. Приватна гімназія в Голіцино після революції стала трудовою школою, яку було передано відділу просвіти у новоствореному Наркоматі шляхів сполучення і яку почали називати Голіцинською залізничною школою. Достатньо довго вона була єдиним культурним закладом в селищі.
Перепис 1926 року зафіксував у селищі міського типу 1497 жителів, окрім школи появилася міська рада і лікарня.
На підставі Постанови Ради Народних Комісарів СРСР від 02 вересня 1931 року за № 765 в селищі Голіцино і селі Успенське Одинцовського району, московської області створено Московський зоотехнічний інститут коневодства (МЗИК), де і знаходився до окупації 1941 року, після звільнення території від окупації в 1943 році був відтворений, Постановою РНК СРСР і ЦК ВКП (б) від 12 травня 1943 року за № 510. Мав навчально-дослідне господарство поряд з інститутом, хороший корівник з силосною баштою на 300 тонн, показову конюшню із 30-ти чистопородними кіньми верхових, рисистих і важковагових порід, манеж для показу тварин і занять із студентами. Також заняття студенти проходили на базі 1-го Московського кінного заводу.
На підставі Постанови Ради Міністрів СРСР від 5 серпня 1954 року інститут був переведений в місто Іжевськ, Удмуртської Автономної Радянської Соціалістичної Республіки (УАРСР) і реорганізований з 1 вересня 1954 року в Іжевський сільськогосподарський інститут (ІжСГІ), нині Федеральний державний освітній заклад вищої професійної освіти «Іжевська державна сільськогосподарська академія» (скорочена назва — ФДОЗ ВПО Іжевська ДСГА)
В 30-ті роки Голіцино вибрали місцем творчості радянські письменники. В 1932 році невеликий двоповерховий будинок Ф. А. Корша перейшов у власність Літфонду і став «будинком творчості союзу письменників». Тут у різні роки відпочивали і творили М. Алігер, К. Паустовський, М. Шагінян, А. Малишкін, А. Гайдар, Муса Джаліль, Мате Залка, К. Треньов, О. Фадєєв, О. Твардовський, В. Катаєв, Е. Казакевич. Останні дні життя тут провів А. С. Макаренко. 1 квітня 1939 року він раптово помер у вагоні поїзда, що слідував із Голіцино до Москви. Літом 1937 року, після повернення із еміграції, тут, на дачі Федора Корша, мешкав російський письменник О. І. Купрін. Більше тридцяти років беззмінним директором будинку творчості (дача Федора Корша) була Фонська Серафима Іванівна, яка написала книгу «Будинок в Голіцино», у якій розказала про життя тих письменників, з якими їй довелося тут познайомитися. Осінню 1939 року і зимою 1940 року, після сімнадцятирічної розлуки з родиною, у Голіцино в кімнаті на одній із дач з сином Георгієм жила Марина Цвєтаєва. Тут же знаходилася дача поета і перекладача Арсенія Тарковського.
У повоєнні роки Голіцино стає промисловим центром. В 1949 році розпочалася реконструкція залізничної станції, всі залізничні колії були електрифіковані.
В п'ятидесяті роки на місці сезонної промислової артілі «Звенигородський труд», що існувала з 1928 року, був створений «Голіцинський керамічний завод», який став одним із найбільших постачальників глиняної цегли для Москви і Московської області. Культурно-виховний центр заводу об'єднав декілька творчих колективів. При заводі були побудовані клуб і бібліотека.
Замість артілі, де виготовлялись іграшки, музичні інструменти, ґудзики і брошки, виникла фабрика головних уборів «Світлячок».
Перші багатоповерхівки появились в селищі тільки у 60-х роках, коли активно почали забудову мікрорайонів «Робітниче селище» і «Кераміків».
В 1972 році на території селища Голіцино було створено Вище воєнно-політичне училище прикордонних військ КДБ СРСР. Був побудований комплекс, що вмістив в себе все необхідне для підготовки висококваліфікованих офіцерів-прикордонників. Нині це — Голіцинський прикордонний інститут ФСБ Росії, один із найбільших воєнних ВУЗів Росії. Освітню діяльність тут ведуть 15 кафедр, застосовуючи сучасні технології навчання.
9 травня 1985 року в південній частині селища, на Комуністичному проспекті, було відкрито пам'ятник воїнам, що загинули у Великій Вітчизняній війні, побудований він був повністю на народні пожертвування.
У 1990 році, після підписання протоколу про наміри з фірмою «Mercedes-Benz AG» про виробництво за ліцензією методом збирання широкої гами автобусів різного призначення. згідно з Наказом Міністерства автомобільного та сільськогосподарського машинобудування СРСР № 117 було побудовано і запущено в дію виробничі потужності Голіцинського автобусного заводу (ГолАЗ), а в липні вже були виготовлені перші автобуси моделі О 303. Завод розташовано у присілку Малі Вязьоми, що межує з Голіцино. З 1995 року завод приступив до серійного виробництва міських автобусів — одиночних і зчленованих. Модель автобуса отримала назву «Росіянин».
З 2002 року відкрито Голіцинський відділ ЗАГС, який обслуговує близько 55 тис. осіб, що проживають на території 10 сільських і селищних округів.
Указом Губернатора Московської області від 9 вересня 2004 року селище міського типу Голіцино отримало статус міста.
У 2006 році в місті проведена реконструкція Привокзальної площі, яку виконано в єдиному архітектурному стилі. Перед будівлею вокзалу побудований торговельний комплекс. У північній частині міста розпочато будівництво житлового мікрорайону «Молодіжний».
Новий перспективний генплан міста передбачає будівництво готелю, кінотеатру, басейну, створення парку культури, збільшення кількості бібліотек, медичних і дитячих закладів, магазинів і закладів загального харчування.

## Інфраструктура

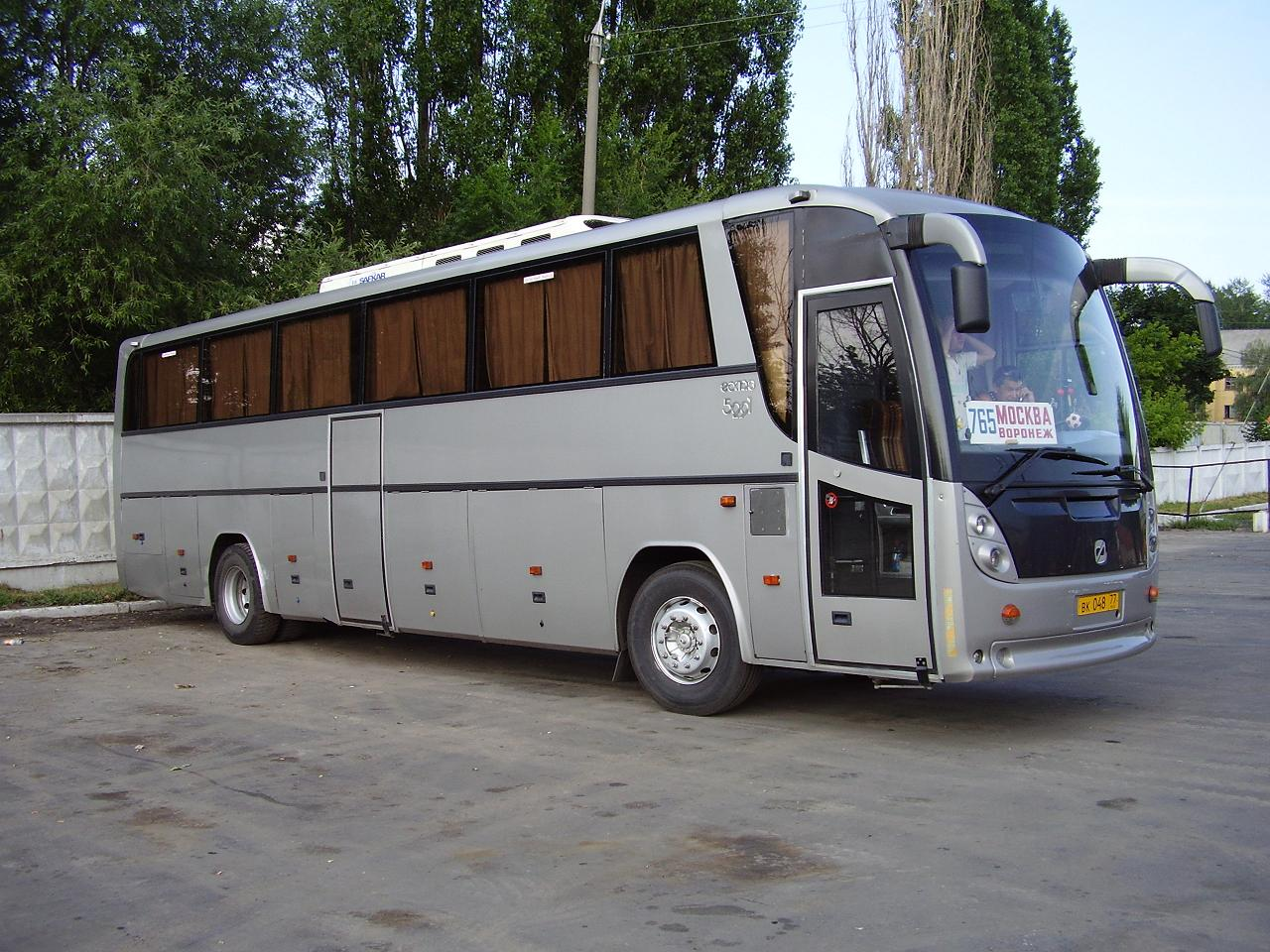
Продукція Голіцинського автобусного заводу (Автобус ГолАЗ 5291)

### Промислові підприємства
- Голіцинський Керамічний завод «Голіцинська цегла»[4];
- Дорожнє ремонтно-будівельне управління № 19 (ДРБУ);
- Голіцинська фабрика головних уборів;
- ВАТ «Голіцинський завод засобів автоматизації»;
- фірма «Ліком» (підтримка обчислювальних систем; представник фірми «1С»);
- ВАТ «Голіцино — Інструмент»;
- Голицинський автобусний завод (розташований в присілку Малі Вязьоми, що межує з Голіцино);
- Завод «Комус-упаковка» (розташований в селищі Великі Вязьоми, що межує з Голіцино);
- Кондитерська фабрика «Коркунов» (розташована в селищі Великі Вязьоми, що межує з Голіцино).

### Навчальні заклади

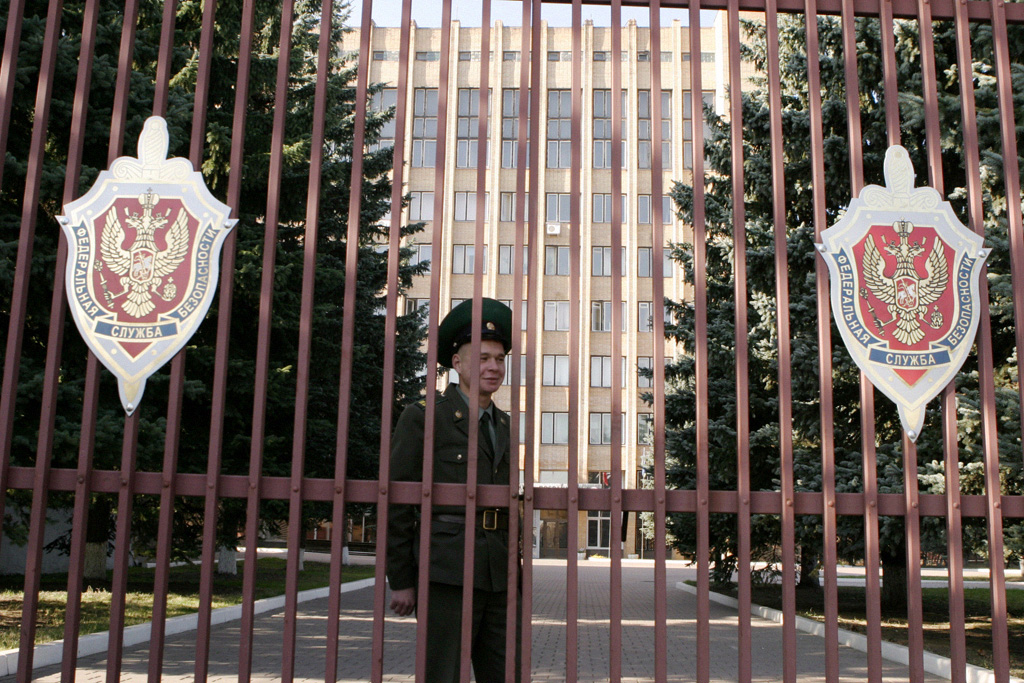
Голіцинський прикордонний інститут ФСБ Росії

- У місті діють три школи (№ 1, № 2, № 3), школа-інтернат та три дитячих садочки.
- В Голіцино розташований Голіцинський прикордонний інститут ФСБ Росії.
- Навчально-методичний центр (НМЦ) «Голіцино» забезпечує можливість підвищення кваліфікації фахівців багатьох галузей господарства, організовує та проводить семінари і конференції.

### Релігія, культура
- Починаючи з серпня 2004 року здійснюються регулярні богослужіння в храмі преподобного Серафима Саровского (Комуністичний пр-т, буд.22)[5], будівництво якого завершується.
- Будинок культури «Жовтень»;
- Будинок культури «Сонечко»;
- Державний історико-літературний музей-заповідник О. С. Пушкіна — «Садиба Вязьоми» у селищі Великі Вязьоми;
- філіал музею О. С. Пушкіна в Захарово.

### Медичні заклади
- Головний військовий клінічний госпіталь Федеральної служби безпеки Російської Федерації (раніше — прикордонних військ);
- Міська та відомча (завод «Керамік») поліклініки, мережа аптечних закладів.

### Заклади торгівлі
- торговельний комплекс «Голіцино»;
- мережа супермаркетів «Перехрестя», «Діксі», «П'ятірочка».

## Видатні особистості
Місто Голіцино нерозривно пов'язане із російським княжим родом Голіциних, на честь якого і було назване. Зокрема, князь Голіцин Дмитро Борисович фактично розпочав розбудову майбутнього міста. До розвитку промисловості міста мав відношення промисловець та меценат Морозов Сава Тимофійович.
В місті проживали, працювали, творили та відпочивали наступні знаменитості:
- Куйбишев Микола Володимирович;
- Костянтин Паустовський;
- Шагінян Марієтта Сергіївна;
- Аркадій Гайдар;
- Муса Джаліль;
- Мате Залка;
- Треньов Костянтин Андрійович;
- Фадєєв Олександр Олександрович;
- Твардовський Олександр Трифонович;
- Катаєв Валентин Петрович;
- Козакевич Еммануїл Генрихович;
- Макаренко Антон Семенович;
- Купрін Олександр Іванович;
- Марина Цвєтаєва;
- Тарковський Арсеній Олександрович.